# Lothar Horlacher
Lothar Horlacher (* 2. Juli 1933 in Neuhofen, Pfalz; † 27. März 2016) war ein deutscher Politiker der SPD.

## Leben
Horlacher beendete sein Studium als Ingenieur für Hochbau und machte sich 1961 als Architekt selbstständig.
1960 trat Horlacher in die SPD ein. Im selben Jahr wurde er Mitglied des Gemeinderats von Neuhofen, in dem er 1967 den Fraktionsvorsitz übernahm. 1995 schied er aus dem Gemeinderat aus. 1960 zog er ebenfalls in den Kreistag des Landkreises Ludwigshafen ein, dem er bis 1969 angehörte. Von 1979 bis 1994 war er erneut Kreistagsabgeordneter, jetzt im neuen Landkreis Ludwigshafen (heute Rhein-Pfalz-Kreis), von 1984 bis 1991 war er auch Mitglied des Kreisausschusses.
Bei der Landtagswahl 1991 gewann Horlacher das Direktmandat im Wahlkreis Mutterstadt und zog damit in den rheinland-pfälzischen Landtag ein. Dort gehörte er dem Ausschuss für Landwirtschaft, Weinbau und Forsten, dem Ausschuss für Wirtschaft und Verkehr sowie dem Unterausschuss für Landesbauordnung an. 1996 schied er nach einer Wahlperiode aus dem Parlament aus.

## Ehrungen
- 1978: Ehrennadel des Landes Rheinland-Pfalz
- 1978: Anerkennungsmedaille der Gemeinde Neuhofen
- 1982: Freiherr-vom-Stein-Plakette[1]